# プランス・オニアンゲ
プランス・オニアンゲ（Prince Oniangué 、1988年11月4日 - ）は、フランス・パリ出身のプロサッカー選手。コンゴ共和国代表。SMカーン所属。ポジションは、ミッドフィールダー。

## クラブ経歴
2005年、SMカーンの下部組織からスタッド・レンヌの下部組織に移籍、2008年にトップ昇格。2009年7月31日、リーグ・ドゥのアンジェSCOに1年間レンタル移籍することが発表された。2010年8月6日、レンヌを退団しトゥールFCと3年契約を結んだ。2013年6月4日、リーグ・アンのスタッド・ランスと3年契約を結んだ。2014年12月、クラブとの契約を2019年まで延長。
2016年8月15日、ウルヴァーハンプトン・ワンダラーズFCに移籍、4年契約を結んだ。8月20日のバーミンガム・シティFC戦で移籍後初出場。9月10日のバートン・アルビオンFC戦で初ゴール。
しかしポール・ランバート監督の下で序列が低下、2017年1月16日にリーグ・アンのSCバスティアにシーズン終了までの契約でレンタル移籍することが発表された。2018年1月からはアンジェSCOにレンタル移籍した。
2018年7月12日、SMカーンに移籍した。

## 代表
2008年10月11日の2010 FIFAワールドカップ・アフリカ予選・スーダン戦でコンゴ共和国代表デビュー。
2015年1月21日、アフリカネイションズカップ2015・グループステージのガボン戦でゴールを挙げ、同大会における1974年以来の勝利に貢献した。

### ゴール
2016年6月4日現在
| #  | 開催日         | 会場                 | 対戦国               | スコア | 結果 | 試合概要                           |
| -- | -------------- | -------------------- | -------------------- | ------ | ---- | ---------------------------------- |
| 1. | 2011年11月11日 | サントメ             | サントメ・プリンシペ | 4–0    | 5–0  | 2014 FIFAワールドカップ予選        |
| 2. | 2014年9月6日   | カラバル             | ナイジェリア         | 1–1    | 3–2  | アフリカネイションズカップ2015予選 |
| 3. | 2014年9月10日  | ポワントノワール     | スーダン             | 2–0    | 2–0  | アフリカネイションズカップ2015予選 |
| 4. | 2015年1月21日  | バタ                 | ガボン               | 1–0    | 1–0  | アフリカネイションズカップ2015     |
| 5. | 2015年6月14日  | ブラザヴィル         | ケニア               | 1–1    | 1–1  | アフリカネイションズカップ2017予選 |
| 6. | 2016年6月4日   | ナイロビ             | ケニア               | 1–0    | 1–2  | アフリカネイションズカップ2017予選 |
| 8. | 2018年3月25日  | マント＝ラ＝ジョリー | ギニアビサウ         | 1–0    | 2–0  | 親善試合                           |
| 9. | 2018年10月11日 | ブラザヴィル         | リベリア             | 3–1    | 3–1  | アフリカネイションズカップ2019予選 |